# In Your Honor
Az In Your Honor a Foo Fighters 2005-ben megjelent ötödik, stúdióalbuma. Az albumot 2005. június 14-én adták ki. Az In Your Honor egy dupla album, az egyik lemezen keményebb és nehezebb rockdalok, míg a másik lemezen könnyebb, inkább akusztikus dalok hallhatóak. Az albumot egy újonnan épített stúdióban vették fel Northridge-ben, Los Angeles-ben olyan zenészekkel, mint például John Paul Jones, Norah Jones és Josh Homme.

## Az album dalai
Az összes dalszöveg szerzője Dave Grohl, Taylor Hawkins, Nate Mendel és Chris Shiflett, kivéve a feltüntetett helyeken. 
| Első lemez | Első lemez                  | Első lemez | Első lemez | Első lemez | Első lemez | Első lemez | Első lemez | Első lemez | Első lemez |
|            | Cím                         | Hossz      |            |            |            |            |            |            |            |
| ---------- | --------------------------- | ---------- | ---------- | ---------- | ---------- | ---------- | ---------- | ---------- | ---------- |
| 1.         | In Your Honor               | 3:50       |            |            |            |            |            |            |            |
| 2.         | No Way Back                 | 3:17       |            |            |            |            |            |            |            |
| 3.         | Best of You                 | 4:16       |            |            |            |            |            |            |            |
| 4.         | DOA                         | 4:12       |            |            |            |            |            |            |            |
| 5.         | Hell                        | 1:57       |            |            |            |            |            |            |            |
| 6.         | The Last Song               | 3:19       |            |            |            |            |            |            |            |
| 7.         | Free Me                     | 4:39       |            |            |            |            |            |            |            |
| 8.         | Resolve                     | 4:49       |            |            |            |            |            |            |            |
| 9.         | The Deepest Blues Are Black | 3:58       |            |            |            |            |            |            |            |
| 10.        | End Over End                | 5:52       |            |            |            |            |            |            |            |
| 40:02      |                             |            |            |            |            |            |            |            |            |

| Második lemez | Második lemez       | Második lemez  | Második lemez | Második lemez | Második lemez | Második lemez | Második lemez | Második lemez | Második lemez |
|               | Cím                 | Dalszöveg      | Hossz         |               |               |               |               |               |               |
| ------------- | ------------------- | -------------- | ------------- | ------------- | ------------- | ------------- | ------------- | ------------- | ------------- |
| 1.            | Still               |                | 5:15          |               |               |               |               |               |               |
| 2.            | What If I Do?       |                | 5:02          |               |               |               |               |               |               |
| 3.            | Miracle             |                | 3:29          |               |               |               |               |               |               |
| 4.            | Another Round       |                | 4:25          |               |               |               |               |               |               |
| 5.            | Friend of a Friend  | Dave Grohl     | 3:13          |               |               |               |               |               |               |
| 6.            | Over and Out        |                | 5:16          |               |               |               |               |               |               |
| 7.            | On the Mend         |                | 4:31          |               |               |               |               |               |               |
| 8.            | Virginia Moon       |                | 3:49          |               |               |               |               |               |               |
| 9.            | Cold Day in the Sun | Taylor Hawkins | 3:20          |               |               |               |               |               |               |
| 10.           | Razor               | Dave Grohl     | 4:53          |               |               |               |               |               |               |
| 43:15         |                     |                |               |               |               |               |               |               |               |

## Közreműködők

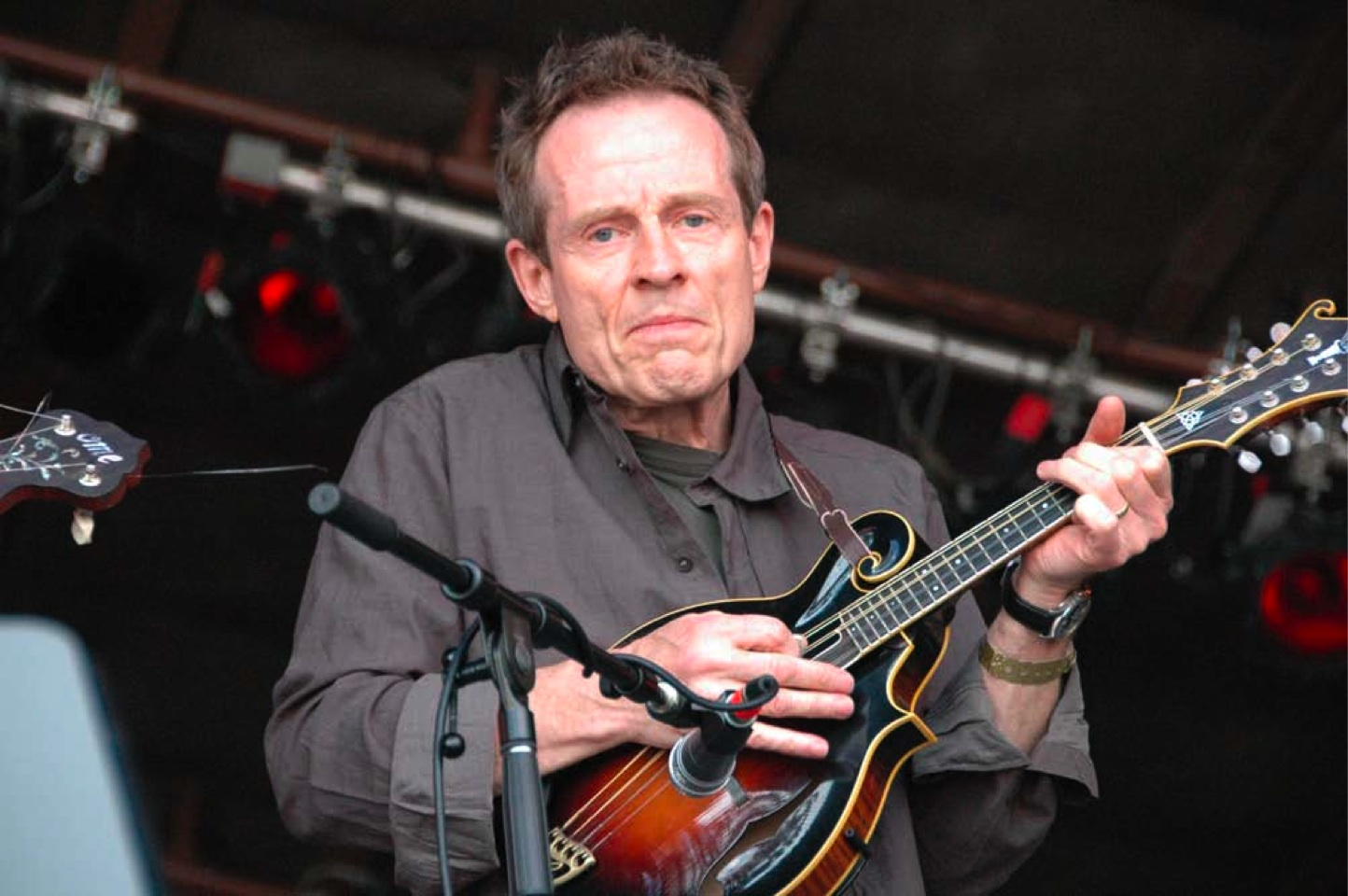
John Paul Jones két számban is játszik a lemezen

### Foo Fighters
- Dave Grohl – ének, háttérvokál, ritmusgitár, perkusszió, dobok a Cold Day in the Sun c. számban
- Nate Mendel – basszusgitár
- Taylor Hawkins – dobok, perkusszió, ének és ritmusgitár a Cold Day in the Sun c. számban
- Chris Shiflett – szólógitár

### Egyéb zenészek
- Joe Beebe – gitár a Virginia Moon c. számban
- Danny Clinch – szájharmonika az Another Round c. számban
- Petra Haden – hegedű a Miracle c. számban
- Josh Homme – ritmusgitár a Razor c. számban
- John Paul Jones – mandolin az Another Round c. számban és zongora a Miracle c. számban
- Rami Jaffee – billentyűk a Still, What If I Do?, Another Round, Over and Out, On the Mend és Cold Day in the Sun c. számokban
- Norah Jones – ének és zongora a Virginia Moon c. számban
- Nick Raskulinecz – nagybőgő az On the Mend c. számban és basszusgitár a Cold Day in the Sun c. számban

## Helyezések

### Eladási minősítések
| Ország                    | Eladási minősítés | Eladás     |
| ------------------------- | ----------------- | ---------- |
| Ausztrália                | 3× platina        | 210 000+   |
| Ausztria                  | arany             | 15 000+    |
| Brazília                  | arany             | 40 000+    |
| Kanada                    | 3× platina        | 300 000+   |
| Írország                  | 2× platina        | 30 000+    |
| Japán                     | arany             | 100 000+   |
| Új-Zéland                 | 2× platina        | 30 000+    |
| Norvégia                  | arany             | 15 000+    |
| Svédország                | arany             | 10 000+    |
| Egyesült Királyság        | 2× platina        | 600 000+   |
| Amerikai Egyesült Államok | platina           | 1 000 000+ |

## Külső hivatkozások
- A Foo Fighters hivatalos oldala

## Fordítás
- Ez a szócikk részben vagy egészben a In Your Honor című angol Wikipédia-szócikk ezen változatának fordításán alapul.  Az eredeti cikk szerkesztőit annak laptörténete sorolja fel. Ez a jelzés csupán a megfogalmazás eredetét és a szerzői jogokat jelzi, nem szolgál a cikkben szereplő információk forrásmegjelöléseként.